# Abraham Gómez Silveira
Abraham Gómes Silveira (Arévalo, 1656 - Ámsterdam 1740) fue un poeta sefardí holandés con obra en castellano. Pariente de los poetas Miguel de Silveira y Abraham Franco Silveira, fue autor de sermones, apologías del judaísmo, tres vejámenes de academia y un cancionero petrarquista. Se conserva el manuscrito de una Relación de la Inquisición y de lo que padeció en ella Antonio de Fonseca, con más dos Historias, una de Jesucristo y de la Madalena, y una del "Sabatay Seby", Anno 5483 (= 1723), MS. 581, Biblioteca Rosenthaliana, de la Universidad de Ámsterdam.